# Микола Дамаський
Микола Дамаський (Νικόλαος Δαμασκηνός; 64 р. до н. е. — † після 4 року н. е.) — давньогрецький історик. Сучасник царя Ірода I та Клеопатри Великої.

## Життєпис
Народився у сирійському місті Дамаск. Був сином Антипатра та Стратоніки. Здобув добру освіту. Оголосив себе прихильником перипатетичної школи філософії. До 30 року він перебував у Єгипті при дворі цариці Клеопатри VII та Марка Антонія. Тут він навчав їх дітей.
Через деякий час (у 14 році до н. е.) після завоювання Єгипта Октавіаном Микола переїздить до двора царя Ірода Великого, де стає царевим другом й радником. Він очолював посольство до Августа, під час перемовин з яким зміг домогтися укладення дружніх відносин між Римом та Єрусалимом. Відома також його безпосередня участь у процесі (4 рік н. е.) сина Ірода Антипатра, який зготував замах на батька. В цьому ж році помирає Ірод I. Разом з спадкоємцем трона Архелаєм, сином Ірода, Микола Дамаський їздив до Риму, де було затверджено Архелая як нового царя.
Після цього інформація стосовно життя Миколи немає. Він або помер або у Римі, або по поверненню до Єрусалиму.

## Творчість
Микола був багатобічним письменником, складав багато творів. Зокрема, романи про історичних або біблейських осіб (роман про Сусану). Втім найбільш відомий як історик. Найбільшою його працею була «Всесвітня історія» у 144 книгах. Тут викладалася історія з давніх часів до 4 року н. е. У перших 120 книгах це була компіляція з праць попередників, а у 24 книгах він вже виклав події свого часу як безпосередній свідок. Особливо цікаві моменти, де описується життя при дворі царя Ірода. Проте з його робіт до нашого часу надійшли лише уривки. Вони свідчать про неабиякий художній талант та майстерність автора.